# Renato Bordone
Renato Bordone (Torino, 21 gennaio 1948 – Villafranca d'Asti, 2 gennaio 2011) è stato uno storico italiano, ordinario di Storia medievale presso la Facoltà di Lettere dell'Università di Torino.

## Biografia
Bordone si è occupato in prevalenza di storia urbana medievale in tutti i suoi aspetti politico-istituzionali, culturali, sociali ed economici.
Dal 1972 fu collaboratore del "Bollettino storico bibliografico subalpino" e membro del comitato di redazione della rivista “Società e Storia”.
Bordone approfondì in numerosi lavori, i rapporti fra il mondo comunale e la dominazione sveva.

Fu autore del saggio La società cittadina del regno d'Italia. Formazione e sviluppo delle caratteristiche urbane nei secoli XI e XII, del 1987, e del volume Araldica astigiana, del 2001.
Dal 2003 ha insegnato Storia dell'Alimentazione presso la Facoltà di Agraria nelle sedi di Grugliasco e di Asti.
Pubblicò oltre 200 opere e intervenne in seminari universitari e congressi internazionali in Italia, Francia e Germania.
Nel 1996 fu tra i fautori della nascita ad Asti del “Centro di studi sui Lombardi, sul credito e sulla banca” curando nel 2005 il volume I Lombardi in Europa nel Medioevo.
Ideatore e promotore del progetto di ricerca storico territoriale dedicato ai Comuni piemontesi fu direttore del Centro Interuniversitario di Storia Territoriale "Goffredo Casalis" fino al 2009.
Morì prematuramente a causa di un infarto.

## Incarichi
- Renato Bordone è stato il presidente del Centro Studi sui Lombardi e sul credito nel Medioevo[2].
Il gruppo di studiosi comprendente Gian Giacomo Fissore, Jean Louis Gaulin, Maria Giuseppina Muzzarelli, Luciano Palermo, Giovanna Petti Balbi, Giuseppe Sergi, Giacomo Todeschini, studia ed analizza le vicende politiche ed economiche delle casane astigiane, finanza e promuove ricerche e studi in merito.
- Fu collaboratore nella stesura del Platano, la rivista ufficiale della Società di Studi Astesi.

## Opere principali
- Un'attiva minoranza etnica nell'Alto Medioevo: gli Alamanni del Comitato di Asti, Tubingen, Niemeyer, 1974
- Città e territorio nell'alto Medioevo. La società astigiana dal dominio dei Franchi all'affermazione comunale, Torino, Biblioteca Storica Subalpina, 1980
- La società urbana nell'Italia comunale (secoli 11-14), Torino, Loescher, 1984
- Memoria del tempo e comportamento cittadino nel Medioevo italiano, Torino, Paravia/Scriptorium, 1997, ISBN 88-4556-126-7
- Lo specchio di Shalott: l'invenzione del Medioevo nella cultura dell'Ottocento, Napoli, Liguori, 1993
- Uno stato d'animo. Memoria del tempo e comportamenti urbani nel mondo comunale italiano, Firenze, Firenze University Press, 2002, ISBN 88-8453-028-8
- (con Guido Castelnuovo e Gian Maria Varanini) Le aristocrazie dai signori rurali al patriziato, Bari-Roma, Laterza, 2004, ISBN 88-4207-241-9
- (con Giuseppe Sergi) Dieci secoli di Medioevo, Torino, Einaudi, 2009
- Martino di Loreto (con Luigi Piccatto), racconto a disegni della comunità collinare tra Langa e Monferrato nel 1100, Scrittura Pura, 2006

## Memoria
Alla memoria del professor Bordone è stato intitolato ad Asti:
- Il Centro di studi sui Lombardi, sul credito e sulla banca.

A Villafranca d'Asti sono stati a lui dedicati:
- L'Archivio Storico dell'Opera Pia Sant'Elena (9 aprile 2011)
- La Biblioteca dell'Opera Pia Sant'Elena (9 aprile 2011)

Sarà anche a lui intitolato un salone polifunzionale di proprietà del Comune (in data da definire).